# Římskokatolická farnost Jenišův Újezd
Římskokatolická farnost Jenišův Újezd (něm. Lang Ujezd) je církevní správní jednotka sdružující římské katolíky na území městské části Jenišův Újezd a v jejím okolí. Organizačně spadá do teplického vikariátu, který je jedním z 10 vikariátů litoměřické diecéze.

## Historie farnosti
V roce 1808 je v Jenišově Újezdě zmiňována lokální duchovní správa, povýšená v roce 1859 na samostatnou farnost. Tato farnost byla inkorporována cisterciáckému klášteru v Oseku. Obec Jenišův Újezd zanikla kvůli těžbě uhlí v 70. letech 20. století, farní kostel sv. Bartoloměje byl zbořen. Na obec a farnost dnes upomíná pouze název jedné z částí města Bíliny – Újezdské Předměstí.

### Duchovní správci vedoucí farnost
Začátek působnosti jmenovaného v duchovní správě farnosti od roku:
- 1808   cap. loc. (kaplan lokálie) Eugen Effenberger O. Cist., n. 22. 1. 1756 Königshain., o. 23. 5. 1787, † 1. 7. 1836
- 1819   cap loc. Aug. Sluka O. Cist., n. 16. 5. 1777 Liebenau., † 25. 4. 1855
- 1822   cap. loc. Simon Kny O. Cist., n. 2. 10. 1778 Sebastiansberg., o. 14. 9. 1804, † 11. 2. 1843
- 1835   cap. loc. Ambros. Pannosch O. Cist., n. 8. 12. 1786 Caaden, o. 9. 8. 1811, † 27. 7. 1871
- 1838   cap. loc. Leop. Goerlich O. Cist., n. 20. 7. 1793 Haida, o. 15. 8 1816, † 14. 5. 1855
- 1845   cap. loc. Franc. Norb. Siemann O. Cist., n. 4. 1. 1793 Kummernens., o. 8. 9. 1818, † 29. 8. 1869
- 1851   cap. loc. Rud. Weinert O. Cist., n. 14. 2. 1799 Jičín, o. 16. 8. 1822
- 1860   proto- par. (prvofarář) Rud. Weinert O. Cist., n. 14. 2. 1799 Jičín, o. 16. 8. 1822, † 30. 9. 1863
- 1863   Wendelin. Müller O. Cist., n. 9. 6. 1814 Leipa, o. 1. 8. 1839, † 26. 10. 1887
- 1866   Theod. Jac. Petters O. Cist., n. 5. 12. 1809 Woelmsdorf, o. 3. 8. 1835, † 10. 10. 1875
- 1873   Nicolaus Leop. Braungarten O. Cist., n. 27. 5. 1833 Weseritz, o. 20. 8. 1856, † 19. 9. 1889
- 1882   Malach. Car. Stingl O. Cist., n. 27. 2. 1839 Eger, o. 27. 7. 1865, † 14. 7. 1914
- 1885   Ioann. Nep. Müller O. Cist., n. 27. 3. 1841 Hielgersdorf, o. 29. 6. 1866, † 13. 11. 1925
- 1896   Berrnard. Wohlmann O. Cist., n. 11. 12. 1847 Seifersdorf, o. 15. 7. 1876, † 13. 2. 1917
- 1911   Adrian. Jos. Pietsch O. Cist., n. 26. 9. 1870 Komotau, o. 17. 6. 1894, † 30. 7. 1928
- 1914   Jos. Franc. Czerný O. Cist., n. 3. 12. 1878 Lobesch, 12. 7. 1903, † 16. 3. 1940
- 1. 10.1922  Leop. Rob. Hesse O. Cist., n. 15. 2. 1885 Georgswalde, o. 17. 7. 1910, † 29. 9. 1961
- 17. 10. 1946 Nivard František Krákora O. Cist., n. 15.7.1902, † 25. 3. 1975
- 12. 10. 1953 Zikmund Jan Kapic O. Cist.
- 16. 8. 1956  Karel Kahoun
- 1. 10. 1956  Josef Palme
- 1. 6.  1958  Bohumil Řezníček
- 1. 8.  1969  Eduard Hrbatý SDB, admin. exc. z Bíliny
- 1. 7.  2003  Antonín Audy, admin. exc. z Bíliny
- 1. 9.  2011  Marcin Saj, admin. exc. z Bíliny[1]

Kromě kněží stojících v čele farnosti, působili ve farnosti v průběhu její historie i jiní kněží. Většinou pracovali jako farní vikáři, kaplani, katecheté, výpomocní duchovní aj.